# دوروتی بلوم
دوروتی بلوم (به انگلیسی: Dorothy Blum) (زاده ۲۱ فوریه ۱۹۲۴ – درگذشته اکتبر ۱۹۸۰) دانشمند رایانه و تحلیلگر رمزارز آمریکایی بود. او از سال ۱۹۴۴ تا زمان مرگش در سال ۱۹۸۰ برای آژانس امنیت ملی و پیشینیان آن کار می‌کرد.

## اوایل زندگی
دوروتی توپلیتزکی در سال ۱۹۲۴ در شهر نیویورک از والدین مهاجر اتریش-مجارستانی به دنیا آمد.

## زندگی شخصی
در سال ۱۹۵۰، او با جوزف بلوم، ریاضیدان اِن‌اس‌اِی، ازدواج کرد و بعداً صاحب پسری به نام دیوید بلوم شد.

## حرفه
پس از فارغ‌التحصیلی از کالج بروکلین در سال ۱۹۴۴، او به واحد رمزنگاری نیروی زمینی ایالات متحده آمریکا پیوست. این واحد بر روی تحلیل رمز، مطالعه تجزیه و تحلیل سیستمهای اطلاعاتی برای دستیابی به جنبه‌های پنهان سیستم‌ها، در این مورد، پیام‌های رمزگذاری شده قدرت‌های محور تمرکز داشت. پس از جنگ جهانی دوم، او برای آژانس امنیت نیروهای مسلح ایالات متحده و سپس آژانس امنیت ملی (NSA) کار کرد.
بلوم در طول مدت حضورش در NSA در دهه ۱۹۵۰ وظیفه داشت «همگام با آخرین پیشرفت‌ها در زمینه محاسبات باشد»، فن‌آوری‌های رایانه‌ای را توصیه کرد که می‌توان آن را برای تحلیل رمز و هوشمندی ارتباطات تطبیق داد. این شامل استفاده او از زبان برنامه‌نویسی فورترن بود که سه سال قبل از انتشار عمومی آن در سال ۱۹۵۷ آغاز شد. او نرم‌افزار رایانه‌ای را برای NSA نوشت و رهبری تلاش‌ها برای آموزش نوشتن برنامه‌های رمزنگاری به کارمندان NSA بود. در طول دهه‌های ۱۹۶۰ و ۱۹۷۰، بلوم به کار در زمینه علوم رایانه ادامه داد و به طراحی سیستم‌های رایانه‌ای NSA و خودکارسازی فرآیندها کمک کرد. در سال ۱۹۷۲، او رئیس سازمان عملیات رایانه‌ای NSA (C7) شد که در آن زمان تنها زن در سلسله مراتب مدیریت سازمان بود. او در سال ۱۹۷۷ به عنوان رئیس سازمان توسعه طرح‌ها و پروژه‌ها (T4) در سازمان مخابرات و خدمات رایانه‌ای منصوب شد. او همچنین در گروه زنان در NSA (WIN) شرکت داشت.

## میراث
بلوم در اکتبر ۱۹۸۰ در سن ۵۶ سالگی بر اثر سرطان درگذشت. یک جایزه داخلی در NSA - جایزه دوروتی تی بلوم برای برتری در توسعه شخصی و حرفه‌ای کارکنان - به نام او نامگذاری شد. در سال ۲۰۰۴، او به تالار افتخار NSA معرفی شد. یک بیوگرافی رسمی NSA بیان می‌کند که بلوم در ۳۶ سال زندگی حرفه‌ای خود «به طور قابل توجهی روش NSA را در تحلیل رمزنگاری تغییر داد.»

## زندگی شخصی
در سال ۱۹۵۰، او با جوزف بلوم، ریاضیدان NSA ازدواج کرد و بعداً صاحب یک پسر به نام دیوید بلوم شد.